# Natalus macrourus
Natalus macrourus és una espècie de ratpenat de la família dels natàlids. Viu a altituds de fins a 1.000 msnm al Brasil, l'est de Bolívia i el Paraguai. Forma colònies petites que nien en coves humides. Està amenaçat per les campanyes d'extermini de ratpenats que es duen a terme com a mesures de control de la ràbia. El seu nom específic, macrourus, significa ‘cuagròs’ en llatí.